# Министерство юстиции Республики Узбекистан
Министерство юстиции Республики Узбекистан (узб. Oʻzbekiston Respublikasi Adliya vazirligi / Ўзбекистон Республикаси Адлия вазирлиги) — орган государственного управления Республики Узбекистан, обеспечивающий реализацию единой государственной правовой политики.

## История органов юстиции
Термин «адлии» (рус. юстиция) взято из арабского «адл», что означает справедливость, правильность, правдивость, правосудие, беспрестанность.
Исторически, обеспечение справедливости на территориях, где исповедуют Ислам, возлагалось на должности кадиев. Кади осуществляли свою деятельность основываясь на исламском законодательстве (фикх). В начале XX века, до основания Республики Узбекистан, в Туркестане вопросы справедливости и законности также в основном решались системой кадиев.
Решением Революционного комитета 26 ноября 1924 года на базе Народного комиссариата юстиции Автономной Республики Туркестан основан Народный комиссариат юстиции Республики Узбекистан.
Его задачей было регулирование и координация деятельности органов юстиции на территориях Бухарского эмирата, Хорезмского и Кокандского ханств.
По прошествии шести месяцев, 6 мая 1925 года утверждено положение о Народном комиссариате юстиции, определены его задачи и полномочия.
В начале 1930-х годов Прокуратура и Верховный суд также входили в состав Народного комиссариата юстиции.
В 1936 году прокуратура и следственные органы были выведены из состава Народного комиссариата юстиции. На Народный комиссариат юстиции были возложены задачи по организации и руководству деятельностью судебных органов.
В системе Народного комиссариата юстиции Узбекистана осуществляли деятельность судебные органы, отделы оказания правовой помощи населению и судебной защиты, сектор нотариата, отдел кодификации республиканских законов, юридическая консультация и другие. Кроме того, Республиканский Народный комиссариат юстиции руководил и контролировал деятельность судебных исполнителей, организовал и вел судебную статистику.
В 1956 году постановлением Республиканского Совета Министров утверждено новое положение о Министерстве юстиции республики. На его основании в министерстве осуществляла деятельность коллегия, состоящая из министра, его заместителей и нескольких руководящих сотрудников.
Для «усиления надзора над деятельностью областных и народных судов» Верховный Совет Узбекской ССР в 1959 году упразднил Министерство юстиции. Проверка работы областных и народных судов, право осуществления надзора над всей их деятельностью, а также обязанность ведения судебной статистики были возложены на Верховный суд Узбекской ССР.
Но впоследствии, такое поверхностное отношение к практики государственного строительства показало свою ошибочность. Такой эксперимент впоследствии начал оказывать негативное воздействие на качество подготавливаемых нормативных актов, на способности квалифицированных кадров правоведов. Поэтому Президиум Верховного Совета СССР 31 августа 1970 года издал Указ «Об образовании союзно-республиканского Министерства юстиции СССР». На основании него образовано Министерство юстиции Узбекской ССР.
В 1991 году Узбекистан обрел государственную независимость. Принятием Указа Президента Республики Узбекистан «О совершенствовании деятельности Министерства юстиции Республики Узбекистан» от 8 января 1992 года образованы органы юстиции Республики Узбекистан.

## Основные даты в истории органов юстиции Узбекистана
| Дата                 | Событие |
| -------------------- | --- |
| 8 января 1993 года   | Указом Президента Республики Узбекистан № ПФ-314 основано Министерство юстиции независимой Республики Узбекистан |
| 12 ноября 1992 года  | постановлением Кабинета Министров № 523 утверждено положение о Министерстве юстиции Республики Узбекистан |
| 17 июня 1993 года    | постановлением Кабинета Министров № 294 в структуре Министерства юстиции образован Отдел государственной регистрации ведомственных нормативных актов                                                                           |
| 13 мая 1994 года     | постановлением Кабинета Министров № 257 в структуре министерства образовано Международно-правовое управление |
| 10 июля 1997 года    | постановлением Кабинета Министров № 345 в структуре Министерства юстиции образовано управление по рассмотрению заявлений и жалоб граждан о нарушениях законодательства                                                         |
| 21 июля 1994 года    | постановлением Кабинета Министров № 364 при министерстве образован Центр повышения квалификации юристов |
| 9 октября 1997 года  | постановлением Кабинета Министров № 469 в структуре министерства образовано Управление государственной регистрации ведомственных нормативных актов                                                                             |
| 24 февраля 1998 года | постановлением Кабинета Министров № 77 в структуре министерства образован Ташкентский юридический колледж |
| 12 февраля 1999 года | в структуре министерства образовано Организационно-контрольное и аналитическое управление |
| 5 августа 2000 года  | в структуре министерства образовано Управление систематизации законодательства и правовой информации |
| 27 августа 2003 года | постановлением Кабинета Министров № 370 утверждено Положение о Министерстве юстиции Республики Узбекистан |
| 15 декабря 2010 года | постановлением Кабинета Министров № 299 при министерстве создан Совет по проблемам судебной экспертизы |
| 23 августа 2011 года | Постановлением Президента Республики Узбекистан № ПП-1602 «О мерах по дальнейшему совершенствованию деятельности Министерства юстиции Республики Узбекистан» утверждено Положение о Министерстве юстиции Республики Узбекистан |
| 28 марта 2012 года   | постановлением Кабинета Министров № 87 утверждена новая структура Центра повышения квалификации юристов |
| 12 июля 2012 года    | утвержден устав Центра повышения квалификации юристов |
| 14 ноября 2012 года  | постановлением Кабинета Министров № 321 утверждена Программа развития Республиканского центра судебной экспертизы имени Х.Сулеймановой при Министерстве юстиции                                                                |
| 15 мая 2015 года     | Указом Президента Республики Узбекистан № УП-4725 на Министерство юстиции возложены задачи по координации, контроля и методического содействия деятельности центров «одно окно»                                                |
| 13 апреля 2017 года  | постановлением Кабинета Министров № 206 образованы территориальные отделы Центра судебной экспертизы и Учебный центр повышения квалификации судебных экспертов                                                                 |
| 12 декабря 2017 года | Указом Президента Республики Узбекистан № УП-5278 образовано Агентство государственных услуг при Министерстве юстиции |
| 12 декабря 2017 года | постановлением Президента Республики Узбекистан № ПП-3430 утверждена структура центрального аппарата Агентства государственных услуг при Министерстве юстиции                                                                  |
| 31 января 2018 года  | постановлением Кабинета Министров № 70 утверждено Положение об Агентстве государственных услуг при Министерстве юстиции |
| 13 апреля 2018 года  | принят Указ Президента Республики Узбекистан «О мерах по коренному совершенствованию деятельности органов и учреждений юстиции в реализации государственной правовой политики» № УП-5415                                       |
| 13 апреля 2018 года  | принято постановление Президента Республики Узбекистан «Об организационных мерах по дальнейшему совершенствованию деятельности Министерства юстиции Республики Узбекистан»                                                     |
| 11 июня 2018 года    | принято постановление Кабинета Министров «О мерах по организации деятельности Исследовательского института правовой политики при Министерстве юстиции Республики Узбекистан» № 442                                             |
| 24 июля 2018 года    | постановлением Кабинета Министров № 573 утверждено Положение о приеме выпускников юридических колледжей Министерства юстиции Республики Узбекистан в бакалавриат Ташкентского государственного юридического университета       |
| 23 октября 2018 года | постановлением Кабинета Министров № 858 утверждено Положение о порядке приема в юридические колледжи Министерства юстиции Республики Узбекистан                                                                                |
| 9 января 2019 года   | Указом Президента Республики Узбекистан № УП-5618, Министерство юстиции определено координирующим государственным органом в сфере повышения правосознания и правовой культуры в обществе                                       |
| 8 февраля 2019 года  | постановлением Президента Республики Узбекистан № ПП-4168, Агентство по интеллектуальной собственности передано в систему Министерства юстиции                                                                                 |
| 19 мая 2020 года     | Указом Президента Республики Узбекистан №УП-5997 утверждена Концепция развития органов и учреждений юстиции в 2020 — 2024 годах                                                                                                |

## Правовые основы деятельности органов юстиции
Существует 4 закона, 14 указов и постановлений Президента Республики Узбекистан, 26 постановлений Кабинета Министров, регулирующих деятельность органов и учреждений юстиции.
Указ Президента Республики Узбекистан «О мерах по коренному совершенствованию деятельности органов и учреждений юстиции в реализации государственной правовой политики» от 13 апреля 2018 года № УП-5415 определил своеобразную эпоху в деятельности органов юстиции.
Статус, основные задачи, функции, права, обязанности, порядок осуществления деятельности Министерства юстиции определены в Положении о Министерстве юстиции Республики Узбекистан, утвержденном постановлением Президента Республики Узбекистан от 13 апреля 2018 года № ПП-3666.
Министерство юстиции является органом государственного управления, осуществляющим общее руководство и координацию деятельности органов и учреждений юстиции.
Министерство подчиняется Кабинету Министров, а по отдельным вопросам деятельности непосредственно Президенту Республики Узбекистан.

## Основные задачи Министерства юстиции Республики Узбекистан
В Положении о Министерстве юстиции Республики Узбекистан определены направления деятельности, задачи, полномочия и ответственность министерства.
Основные задачи Министерства юстиции Республики Узбекистан:
- проведение единой государственной правовой политики, координация и повышение эффективности правотворческой деятельности;
- осуществление комплексного и критического анализа эффективности системы государственного управления с выработкой обоснованных предложений по реализации соответствующих реформ в этой сфере;
- методическое руководство и координация деятельности государственных органов и организаций по исполнению законов и других нормативно-правовых актов;
- реализация мер по обеспечению последовательной и единообразной правоприменительной практики в деятельности органов государственного и хозяйственного управления, органов государственной власти на местах;
- проведение государственной политики в области развития деятельности негосударственных некоммерческих организаций, содействие в организации их взаимодействия с государственными органами и организациями;
- выработка и реализацию единой государственной политики в сфере административных процедур и оказания государственных услуг;
- координация, контроль и методическое обеспечение деятельности юридических служб государственных органов и организаций;
- осуществление правовой пропаганды, доведение до населения сути и значения принимаемых актов законодательства, принятие мер по искоренению правовой безграмотности населения, а также координация работы государственных органов и организаций в области правовой пропаганды;
- распространение правовой информации и обеспечение доступа к ней;
- обеспечение эффективного функционирования системы нотариата, адвокатуры и других структур, осуществляющих правовое обслуживание физических и юридических лиц;
- реализация мер по правовой защите прав, свобод и законных интересов граждан;
- налаживание и укрепление международно-правового сотрудничества, проведение правовой экспертизы международных договоров;
- обеспечение правовой защиты интересов Республики Узбекистан в международных и иностранных организациях, своевременное информирование международного сообщества, иностранных инвесторов о национальной правовой системе и проводимых правовых реформах;
- организация подготовки, переподготовки и повышения квалификации юридических кадров, обеспечение проведения фундаментальных и прикладных исследований в области юриспруденции;
- выработка приоритетных направлений развития судебно-экспертной деятельности, координацию работы по подготовке и повышению квалификации судебных экспертов;
- внедрение в деятельность органов и учреждений юстиции, прежде всего в сфере правового обслуживания населения и оказания государственных услуг, инновационных методов работы с применением современных информационно-коммуникационных технологий;
- выработка и реализация единой государственной политики в области интеллектуальной собственности.

### Проведение диалога с народом
Виды общения с органами юстиции:
личные и выездные приемы руководства и сотрудников министерства;
портал интерактивных государственных услуг;
телефоны доверия;
группа «Диалог с юстицией» в социальной сети «Facebook» и другие социальные сети;
официальные веб-сайты и электронные почтовые адреса органов юстиции;
онлайн-консультация.

## Структура
В систему Министерства юстиции Республики Узбекистан входят:
- центральный аппарат Министерства юстиции[1];
- Министерство юстиции Республики Каракалпакстан, управления юстиции областей и города Ташкента, отделы юстиции районов (городов);
- Агентство государственных услуг[2][3];
- Агентство по интеллектуальной собственности[4][5][6];
- Исследовательский институт правовой политики;
- Республиканский центр судебной экспертизы имени Х. Сулаймановой[7][8][9];
- ГУП «Центр правовой информации «Адолат»[10];
- ГУП «Центр развития информационно-коммуникационных технологий в органах и учреждениях юстиции»[11][12];
- государственные нотариальные конторы и архивы;
- Центр повышения квалификации юристов[13][14];
- Ташкентский государственный юридический университет[15][16][17];
- юридические техникумы;
- Академический лицей;
- ГУП «Редакция газеты «Инсон ва конун»[18][19].

Органы и учреждения юстиции независимы от органов государственной власти на местах и подчиняются непосредственно Министерству юстиции Республики Узбекистан.

### Центральный аппарат Министерства юстиции Республики Узбекистан
Организационно-контрольное и аналитическое управление — организует разработку приоритетных задач по направлениям деятельности министерства, обеспечивает организацию делопроизводства в органах и учреждениях юстиции, осуществляет методическое руководство их деятельности в этой сфере, обеспечивает строгое соблюдение исполнительской дисциплины;
Управление кадров — организует подготовку, переподготовку и повышение квалификации правовых кадров в системе органов и учреждений юстиции, обеспечивает отбор и назначение на должность образованных, квалифицированных, имеющих высокие нравственные достоинства кадров;
Управление по координации юридического образования и судебно-экспертной деятельности — организует подготовку, переподготовку и повышение квалификации юридических кадров, обеспечивает проведение фундаментальных и прикладных исследований в сфере юриспруденции, также, разрабатывает приоритетные направления развития судебно-экспертной деятельности и координирует работу по подготовке и повышению квалификации судебных экспертов;
Управление уголовного, административного и социального законодательства — разрабатывает среднесрочные и долгосрочные программы реформирования правовой базы, координирует и оказывает методическое содействие в правотворческой деятельности государственных органов и организаций, проводит правовую экспертизу и даёт заключения по проектам нормативно-правовых актов в уголовной, административной и социальной сферах;
Управление экономического законодательства — проводит правовую экспертизу и даёт заключения по проектам нормативно-правовых актов в экономической сфере, проводит мониторинг и анализ правотворческой деятельности государственных органов и организаций;
Управление правовой экспертизы правительственных протокольных решений и ведомственных нормативных актов — проводит государственную регистрацию ведомственных нормативно-правовых актов министерств и ведомств, проводит правовую экспертизу проектов протокольных решений Кабинета Министров и после их подписания ведет их учет;
Управление анализа и систематизации законодательства — ведет государственный учет нормативно-правовых актов и проводит работу по систематизации законодательных актов, ведет контрольные экземпляры законодательных актов, формирует их банк (фонд);
Управление международно-правового сотрудничества — согласует предложения по составлению международных договоров Республики Узбекистан, принимает участие в составлении и исполнении международных договоров, проводит правовую экспертизу проектов международных договоров;
Управление анализа эффективности системы государственного управления — осуществляет комплексный и критический анализ эффективности системы государственного управления с выработкой обоснованных предложений по реализации соответствующих реформ в этой сфере;
Управление изучения правоприменительной практики в социально-экономической сфере — проводит анализ и изучение практики применения нормативно-правовых актов в деятельности государственных органов и организаций, организует изучение общественного мнения по вопросам эффективности законодательства и правоприменительной деятельности, по результатам вырабатывает предложения по их совершенствованию;
Управление координации деятельности юридических служб — координирует, контролирует и методически обеспечивает деятельность юридических служб государственных органов и организаций;
Управление правовой защиты интересов Республики Узбекистан в международных и иностранных организациях — обеспечивает защиту прав и законных интересов Республики Узбекистан в международных и иностранных организациях по вопросам международных арбитражных и судебных разбирательств, а также осуществляет межведомственное взаимодействие с Министерством иностранных дел и другими государственными организациями в этих сферах;
Управление государственного регулирования правового обслуживания — реализует государственную политику в области нотариата и принимает меры по обеспечению единой нотариальной практики, осуществляет контроль за соблюдением нотариусами законодательства о нотариате, анализирует и обобщает их работу, оказывает содействие в обеспечении гарантий деятельности адвокатских формирований и Палаты адвокатов Республики Узбекистан;
Управление защиты прав человека — осуществляет постоянный анализ законодательства в области прав человека, вносит предложения по его совершенствованию, осуществляет контроль за соблюдением государственными органами и организациями законодательства в сфере прав человека;
Управление негосударственных некоммерческих организаций — проводит государственную политику в области развития деятельности негосударственных некоммерческих организаций, оказывает содействие в организации их взаимодействия с государственными органами и организациями, осуществляет государственную регистрацию негосударственных некоммерческих организаций и их символик, осуществляет контроль за их соблюдением уставной деятельности;
Управление правовой пропаганды и просвещения — осуществляет правовую пропаганду, доводит до населения суть и значение принимаемых актов законодательства, принимает меры по искоренению правовой безграмотности населения, а также координирует работу государственных органов и организаций в области правовой пропаганды;
Управление по работе с международными рейтингами и индексами  — принимает системные и последовательные меры по повышению позиций Республики Узбекистан в международных рейтингах и индексах в политико-правовой сфере;
Управление по развитию гражданско-правовых отношений — осуществляет внедрение и развитие эффективных гражданско-правовых механизмов защиты прав и законных интересов физических и юридических лиц;
Управление по совершенствованию и ведению мониторинга административных процедур — осуществляет непрерывное совершенствование сферы административных процедур на основе передового зарубежного опыта и современных тенденций развития;
Отдел по связям с общественностью — участвует в формировании информационной политики Министерства юстиции, своевременно информирует общественность о деятельности министерства, нормативно-правовых актах, направленных на дальнейшее развитие сферы, в том числе через официальные каналы связи министерства, налаживает сотрудничество с представителями средств массовой информации, организует мероприятия с участием общественности и СМИ.

## Руководство
Министерство возглавляет министр, утверждаемый на должность Президентом Республики Узбекистан по представлению Премьер-министра Республики Узбекистан и освобождаемый им от должности. Министр по своему статусу является членом Кабинета Министров.
Центральный аппарат Министерства, Министерство юстиции Республики Каракалпакстан, территориальные управления юстиции, отделы юстиции районов (городов) являются правоохранительными органами.
Органы и учреждения юстиции независимы от органов государственной власти на местах и подчиняются непосредственно Министерству юстиции.
| Должность                                          | Ф. И. О.       | Телефон          | Дни приема                   |
| -------------------------------------------------- | -------------- | ---------------- | ---------------------------- |
| Министр юстиции Республики Узбекистан              | Акбар Ташкулов | (0371) 207-04-58 | пятницу, с 15.00 до 17.00    |
| Заместитель министра юстиции Республики Узбекистан | Алишер Каримов | (0371) 207-04-59 | среда, с 15.00 до 17.00 ч.   |
| Заместитель министра юстиции Республики Узбекистан | Музраф Икрамов | (0371) 207-04-59 | четверг, с 15.00 до 17.00 ч. |
| Заместитель министра юстиции Республики Узбекистан | Худаёр Мелиев  | (0371) 207-04-60 | вторник с 15.00 до 17.00     |
| Заместитель министра юстиции Республики Узбекистан | Шерзод Рабиев  | (0371) 207-04-61 | среда, с 15.00 до 17.00      |

## Министры юстиции
- Мамлакат Собировна Васикова[28][29][30] (1970—1984 гг.)
- Наман Буриходжаев (1984—1985 гг.)
- Баходир Гуламович Алимджанов (1985—1990 гг.)
- Мухамед-Бабир Маджидович Маликов (1991—1993 гг.)
- Алишер Мардиевич Мардиев[31] (1993—1995 гг.)
- Сирожиддин Мирсафоев[32] (1995—2000 гг.)
- Абдусамат Абдухамидович Полвон-зода[33] (2000—2005 гг.)
- Буритош Мустафаевич Мустафаев (2005—2006 гг.)
- Отахонов, Фозилжон Хайдарович[34] (2006—2007 гг.)
- Равшан Абдулатифович Мухитдинов[35] (2007—2011 гг.)
- Нигматилла Тулкинович Йулдошев (2011—2015 гг.)
- Музраф Муборакходжаевич Икрамов (2015—2017 гг.)
- Русланбек Куролтайевич Давлетов[36] (2017—2022 гг.)
- Ташкулов Акбар Джурабаевич (с 2022 года — по настоящее время).

## Стратегические планы органов юстиции на 2019—2023 годы
В сфере организации работ и повышения правовой грамотности населения:
- полный переход на электронный документооборот в делопроизводстве;
- увеличение количества сотрудников, направляемых на повышение квалификации в ведущие зарубежные страны;
- реализация программы «Open justice»(«Открытая юстиция»)[37][38][39][40];
- запуск портала правовой консультации «Advice.uz»[41][42];
- создание Национального правового портала;
- ежегодное проведение международного юридического форума «Tashkent Law Spring»[43][44][45].

В сфере нормотворчества и правоприменения:
- разработка проекта Концепции развития гражданского законодательства[46];
- разработка проекта Закона «О нормативно-правовых актах» в новой редакции.

В создании удобств гражданам:
- совершение нотариальных действий полностью через электронную программу;
- удостоверение личности лиц, обратившихся для совершения нотариальных действий и удостоверение нотариальных документов путем сканирования отпечатков пальцев;
- документы буду предоставляться в нотариальную контору в электронном виде;
- строительство 40 современных зданий и покупка 50 зданий для государственных нотариальных контор;
- завершение строительства 90 зданий для центров государственных услуг;
- оцифровка архивных документов в центрах государственных услуг;
- обеспечение информационной безопасности и прозрачности в сфере ЗАГС путем применения технологий «блокчейн»;
- внедрение онлайн оплаты для 160 видов государственных услуг, запланированных к внедрению в 2019 году и электронной очереди в 201 центре государственных услуг;
- внедрение оказания государственных услуг «по пути» на самых оживленных станциях общественного транспорта (метро, автовокзалы и аэропорты, также рынкии крупные торговые комплексы);
- перевод в электронную базу (оцифровка) бумажных архивных баз органов, уполномоченных оказывать государственные услуги;
- создание «ситуационного центра» в Агентстве государственных услуг.

Сертификат международного стандарта управления по противодействию коррупции ISO 37001:2016 «Противокоррупционная система менеджмента».
9 сентября 2020 года Министерство юстиции Республики Узбекистан впервые среди органов государственного управления Узбекистана и первым среди министерств юстиции стран СНГ получило сертификат международного стандарта управления по противодействию коррупции ISO 37001:2016 «Противокоррупционная система менеджмента» на период 2020-2023 годы, номер сертификата № ABMS-0290/А.